# Тринита-д’Агульту-э-Виньола
Тринита-д’Агульту-э-Виньола (итал. Trinità d'Agultu e Vignola) — коммуна в Италии, располагается в регионе Сардиния, в провинции Сассари.
Население составляет 2249 человека (30-11-2018), плотность населения составляет 16,78 чел./км². Занимает площадь 134 км². Почтовый индекс — 7038. Телефонный код — 079.
Покровительницей коммуны почитается Пресвятая Троица, празднование в восьмое воскресение после Пасхи.

## Демография
Динамика населения:

## Администрация коммуны
- Официальный сайт: http://www.comuneditrinita.it/